# Culex inconspicuosus
Culex inconspicuosus är en tvåvingeart som först beskrevs av Theobald 1908.  Culex inconspicuosus ingår i släktet Culex och familjen stickmyggor. Inga underarter finns listade i Catalogue of Life.